# Danny Wallace (calciatore)
David Lloyd Wallace, meglio conosciuto come Danny (Greenwich, 21 gennaio 1964) è un ex calciatore inglese, di ruolo attaccante.

## Carriera

### Club
Ha sempre giocato nel campionato inglese, in cui ha vestito per 9 anni la maglia del Southampton e per quattro quella del Manchester United, con cui ha vinto un campionato e una coppa nazionale.

### Nazionale
Esordì in nazionale nel 1986, subentrando a partito in corso durante un'amichevole contro l'Egitto, nella quale segnò un gol.

## Palmarès

### Club

#### Competizioni nazionali
- Coppa di Lega inglese: 1

Manchester United: 1991-1992
- Charity Shield: 1

Manchester United: 1990